# Thompsoniana udei
Thompsoniana udei là một loài bọ cánh cứng trong họ Cerambycidae.